# سرخپوستان کلاپویا (کالاپویا)
کالاپویا (به انگلیسی: Kalapuya) یک گروه قومی بومی آمریکاست که دارای هشت گروه مستقل است که با سه گویش قابل درک متقابل صحبت می‌کنند. وطن سنتی قبایل کالاپویا درهٔ ویلامیت در غرب اورگان غربی امروز در ایالات متحده بود، منطقه ای که از شرق به رشته کوه کَسکیدز، از غرب به رشته کوه ساحل اورگان، از شمال به رودخانه کلمبیا، و در جنوب تا کوه‌های کلاپویا در رودخانهٔ اومپکوا محدود می‌شود.
در حال حاضر، بسیاری از اعضای قوم کالاپویا در سازمان قبایل هم پیمان دایرهٔ بزرگ جامعهٔ اورگن که به تصویب دولت فدرال رسیده ثبت نام کرده‌اند. البته برخی از اعضای ثبت شده متعلق به سازمان قبایل هم پیمان سیلتز هستند؛ زیرا در هر دو مورد، اخلاف یک قبیله اغلب با افراد دیگر از قبایل متفقین ازدواج کرده‌اند، و به‌طور کلی جزو آمار هردو قبیله شمرده می‌شوند. بیشتر فرزندان کالاپویا در محدوده اسکان «حلقهٔ بزرگ»، واقع در شهرستان‌های یَمهیل و پُلک زندگی می‌کنند.

## نام
نام اصلی این قبیله با هجی‌های مختلف در زبان انگلیسی ارائه شده‌است. کلاپویا، کالاپویا برخی با حرف انگلیسی «سی» و «ک»، وغیره.

## زبان
مردم کالاپویا به لهجه‌های مختلف زبان کالاپویایی سخن می‌گویند. جان وسلی پاول آن را به عنوان بخشی از گروه زبانهای «تَکِلمَن» دانسته‌است. در اوایل قرن بیست و یکم، این زبان‌ها به عنوان زبان‌های سنگی اورگن شناخته می‌شوند.
این مردمان از یک قوم یا یک ملت همگن نبودند بلکه از هشت گروه مستقل تشکیل شده بودند که ارتباط ایشان با استفاده از سه گویش زبانی، قابل درک همگانی، با هم به راحتی زندگی می‌کردند. این هشت گروه به سه گویش متمایز به نام‌های «کالاپویای شمالی»، «کالاپویای مرکزی» و «یونکلا» یا  کالاپویای جنوبی سخن می‌گفتند. این سه گویش از خانوادهٔ زبان «په-نو-تی-انِ اورگن» به‌شمار می‌آیند.
مُبلّغ کاتولیک، فرانسوا بلانشت، معتقد بود که این قبائل با "چهارده یا پانزده گویش مختلف صحبت می‌کردند؛ که در اصل زبان، تفاوت چندانی با هم نداشتند، ولی بیانات یکدیگر را می‌توانستند درک کنند. علاوه بر این، استفاده از اصطلاحات «شینوک» هم در میان  کالاپویاها رواج داشته‌است. اصطلاحات شینوک یک زبان تجاری بود که در میان بومیان آمریکا برای استفاده شخصی و تجارت با اروپاییان گسترش یافت. این اصطلاحات در محدودهٔ سکونت «حلقهٔ بزرگ» مورد استفاده بسیاری واقع شد. قبائل «هم پیمان حلقهٔ بزرگ» آن را به «اصطلاحات شینوک» تغییر نام دادند و توانستند با ایجاد یک برنامه زبان آموزی خاص به روش «غوطه وری» در زبان برای آموزش به کودکانشان آن را در بین قبایل خود رونق دهند.

## ساختار اجتماعی
مفهوم باندها در بین بومیان کَلاپویا، معمولاً متشکل از افرادی است که شامل فامیل‌های وابسته به مردان، همسران آن‌ها و فرزندانشان بود. آن‌ها یک سیستم خویشاوندی «پدر نَسَبی» داشتند. این خویشاوندان در طول سال در یک دهکده ساکن می‌شدند. در فصل زمستان به‌طور تمام وقت در آنجا زندگی می‌کردند. در طول بهار و تابستان، برخی از اعضای ایشان به گروه‌های کوچکتر تقسیم شده و به مناطق دیگر سفر می‌کردند تا غذای فصلی و مواد اولیه سبد بافی را جمع‌آوری کنند. گروه‌ها غالباً یک رهبر یا رئیس واحد داشتند که معمولاً ثروتمندترین فرد گروه بود و می‌توانست مشاجرات را حل کند، بدهی‌های جمعی جامعه را از قبیل آنهایی که از طریق قمار ایجاد می‌شود تسویه نماید، و غذای مهمانی‌ها را تأمین کند.
همچنانکه معمول در بسیاری ار قبائل شمال غربی ایالات متحده در سواحل اقیانوس آرام بود، قوم بومی کلاپویا یک نوع برده داری هم می‌کرد. بردگان خود را از بین سرخپوستان دیگر که معمولاً یا از طریق تجارت یا به عنوان هدیه به آنان تقدیم می‌شد به دست می‌آوردند. این بردگان معمولاً در طی حملات به قبیلهٔ دشمن اسیر می‌شدند. گروه‌های ساکن شمال کَلاپویا، مانند «توآلاتین» و «یَمهیل»، بردهایی را از طریق فتح، یورش به گروه‌های مستقر در ساحل یا جنوب شرقی درهٔ ویلامیت بدست آوردند. بردگان نوعی ثروت محسوب می‌شدند؛ زیرا آن‌ها را برای بدست آوردن کالاهای مورد نظر از جمله مهره و مونجوق، پتو و کانو مورد معامله قرار می می‌دادند. چون کنترل زنان و کودکان نسبتاً راحت تر بود تَمَلّک آنان به مردان ترجیح داده می‌شد.
این بردگان با صاحبان خود زندگی می‌کردند، و در کارهای روزمره مردانه یا زنانه در کنار هم کار می‌کردند. و اموری را چون جمع‌آوری هیزم و حمل آب انجام می‌دادند. غلامان اغلب در ازدواج آزاد بودند. آنها می‌توانستند آزادی خود را از طریق انباشتن اموال خود، یا با پرداخت مبلغی مورد قبول مالک همسر احتمالی آزادی وی را خریداری کنند.
جامعه پدرسالاری کلاپویاها بر اساس ثروت و دارایی شخصی طبقات اجتماعی خود را تقسیم کرده بود. یک طبقه ممتاز شناخته شده، رهبران خاص مذهبی بودند که دارای قدرت فوق طبیعی نبوت و شفا دهی می‌باشند. اعتقاد بر این بود که به‌طور کلی چنان فردی می‌تواند در هر گروهی؛ چه مرد یا زن، آزاد یا برده، یافت شود.
جامعه کَلاپویاها، همانند بسیاری از قبایل بومی ایالات متحده، دارای تقسیم کار بر اساس جنسیت بود. ماهیگیری، شکار و جنگ از مشغلهٔ مردان بود. همچنین ساختن ابزارها و یلم (به انگلیسی: Canoe) از مسئولیت مردان به حساب می‌آمد. کار زنان برای جمع‌آوری گیاهان و تهیه غذاهای اصلی، که اساس رژیم غذائی کلاپویاها، ایجاد اردوگاه‌های موقت، سبدبافی و سایر محصولات صنایع دستی بود. در ماه‌های تابستان، زنان قبیله برای تهیه مواد غذایی برای زمستان فرآوری و تهیه می‌کردند و معمولاً برای انجام این کار در دهکده اصلی می‌ماندند، در حالی که دیگران مواد غذایی را در جاهای دورتر جمع می‌کردند.

### گروه‌های تاریخی کَلاپویان

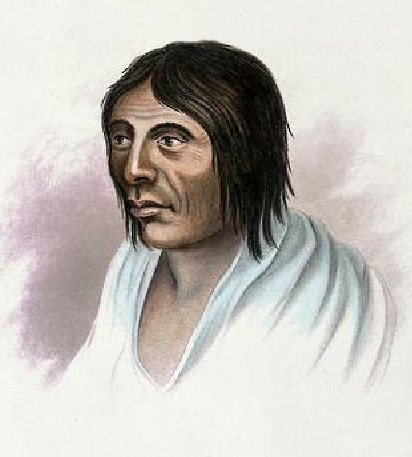
حکاکی یک مرد کلاپویا، از تصویرگری آآلفرد توماس آگیت، دهه ۱۸۴۰

گروه‌های کَلاپویان (با تشخیص زبان) عبارتند از:
-کلاپویای شمالی:
- «توآلاتین»، معروف به «اَتفالاتی»، در امتداد رودخانهٔ توآ-لاتین
- یمهیل، در امتداد رودخانهٔ یمهیل

-کلاپویای مرکزی:
- آهانتچویوک (به انگلیسی: Ahantchuyuk)، در امتداد رودخانهٔ پودینگ (به انگلیسی: Pudding River)
- لاکیآمیوت، در امتداد رودخانهٔ لاکیآمیوت
- سانتیام، در امتداد پایینی رودخانهٔ سانتیام در نزدیکی لبنان امروزی
- چِپِنِفا، در امتداد رودخانهٔ مِریز، نزدیک کرولیس، اورگن در ایالت اورگن
- چِمافو، در امتداد «مادی کریک» رود گِلی (در کَلاپویای مرکزی)
- سانکوپی، در امتداد رودخانهٔ کالاپویا
- موهاک، در امتداد رود موهاک (توجه: این گروه هیچ ارتباطی به آن قبیلهٔ موهاک که به زبان ایروکوئی صحبت می‌کنند و در نیویورک و کانادا ساکنند ندارد)
- چافان[۱۰]
- چِلامِلا، در امتداد رودخانه لانگ تام
- واینفِلی، در امتداد رودخانه‌های موهاک، مک کنزی، و دو شاخهٔ ساحل ویلامیت.

-یونکالا:
- یونکالا، در امتداد رودخانهٔ آمپکوا.

در توصیف سرخپوستان دره ویلامت در سال ۱۸۴۹، جوزف لین، فرماندار زمان، در مورد جمعیت قبائل، تخمین‌های زیر را ارائه داد:کلاپویا (۶۰ نفر)؛ توآلاتین (۶۰ نفر)؛ یام هیل (۹۰ نفر)؛ و لوکامواِس (۱۵ نفر).

## تاریخ
بر اساس شواهد موجود، تا زمانی که خلاف آن ثابت شود؛ تصور بر این است که مردم کَلاپویا از جنوب دره ویلامیت به سمت شمال مهاجرت کردند و ساکنان قبلی را از آنجا بیرون رانده و به وطن تاریخی خود در درهٔ ویلامیت وارد شده‌اند.
این مردمان در دره ویلامیت ساکن شدند و مناطق خاصی را در امتداد رودخانه‌های ویلامیت، آمپکوا، و مک کنزی اشغال کردند. مردانشان به شکار حیوانات و ماهیگیری پرداخته، زنان و اطفالشان به جمع‌آوری خشکبار، انواع توت‌های وحشی، انواع میوه‌ها، و ریشه‌های خوراکی پرداختند. مردان این قبیله از سنگ‌های آتش فشان سلسله کوه‌های شرقی برای ساختن ابزارهای نوک تیز مانند سر تیر و نیزه استفاده می‌کردند.
بر اساس مدارک و دفاتر خاطرات پژوهشگران اعتقاد بر این است که قبل از تماس باافراد تازه‌وارد چون کاوشگران سفیدپوست، بازرگانان و مبلغین مذهبی اروپائی، جمعیت کالاپویا حدود ۱۵۰۰۰ نفر بوده‌است. رابرت بوید برای کل سالهای ۱۸۰۵ تا پایان دهه ۱۸۲۰ کل جمعیت کلاپویان را بین ۸۷۸۰ تا ۹۲۰۰ نفر تخمین می‌زند.

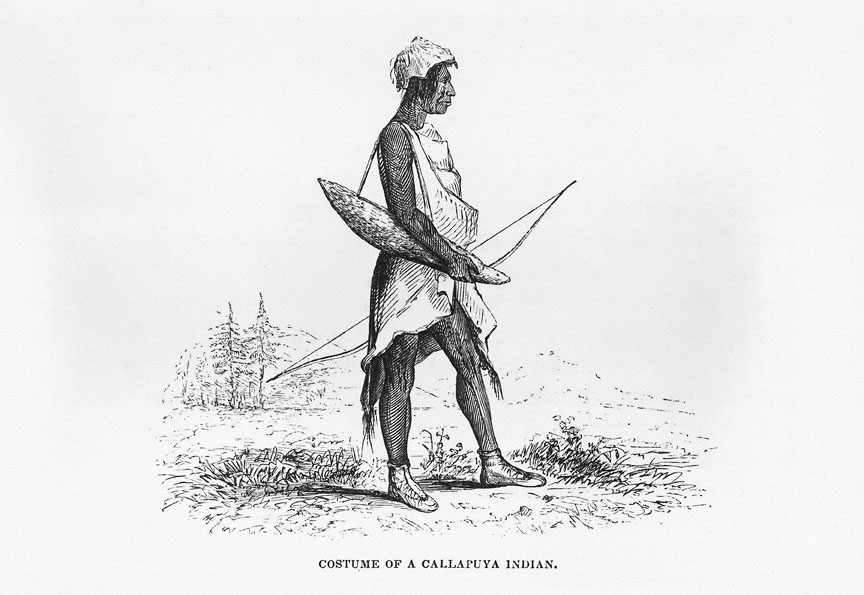
مُنبّت کاری یک بومی کَلاپویان توسط یک کاشف اولیه.

ورود پژوهشگران جغرافیائی، بازرگانان و مبلغین مذهبی سفیدپوست که وارد منطقه شدند، سبب شیوع اسفناک بیماریهای عفونی اروپائیان مانند مالاریا، آبله، و سایر بیماری‌های واگیری، در بین بومیان منطقه شد. این بیماری‌ها اختصاص به اروپایی‌ها و آمریکایی‌ها داشت. اما سرخپوستان آمریکایی در برابر آنها مصونیت نداشتند و در نتیجه با سرعت بالایی بدان‌ها مبتلا شده از بین می‌رفتند. برخی گزارش‌ها حکایت از روستاهایی خالی از سکنه می‌کنند که شهادت به مرگ و میر شگفت‌انگیز این شیوعات می‌دهند. بلانشت در سال ۱۸۳۹ گزارش کرد که بیماریها «[آنها] را به جمعیت بسیار کوچکی تهدید کرده که بیشتر و بیشتر کاهش می‌یابند.»
جوزف لین، فرماندار سرزمین اورگن، تا سال ۱۸۴۹، جمعیت باقیمانده کلاپویان را فقط ۶۰ نفر حساب کرده که در وخیم‌ترین شرایط محیطی زندگی می‌کردند. تحقیقات معاصر تعداد افراد مختلف کلاپویا را در این فاصله نزدیک به ۶۰۰ نفر تخمین می‌زند.

### معاهدات با ایالات متحده
قراردادهای منعقد شده در سال‌های ۱۸۵۱ و ۱۸۵۴ تا ۱۸۵۵ در اورگان اثرات کلی در زندگانی اعضای قبیلهٔ کلاپویا گذارده‌است. معاهدات ۱۸۵۱ که توسط شخصی به نام اَنسون دارت که سرپرست امور بومیان بود انجام شد. این معاهده هرگز به تصویب مجلس سنا نرسید. معاهدات دیگر در سال ۱۸۵۵ توسط جانشین دارت، به نام جوئل پالمر بر قرار شد. معاهدات ۱۸۵۴–۱۸۵۵ بتصویب مجلس رسیده به مرحله اجراء درآمد.
این سرخپوستان در جلسات مذاکرات با مأمورین دولت ایالات متحده شرکت کردند. رؤسای قبیلهٔ کلاپویا، اَلکواِما و تیآکان، با بیاناتی واضح تمایل شدید خودر ا به ماندن در قلمروی اجدادی خود که در دماغهٔ رودخانه سانتیام است در ۱۲ آوریل ۱۸۵۱، در شورای معاهدهٔ سانتیام در شامپوگ، منطقه اورگن اعلام داشتند.
قبایل اومپکوآ و کلاپویان که ساکنین درهٔ اومپکوآ بودند سرزمین‌های خود را در سال ۱۸۵۴ در معاهدهٔ نهر کلاپویا در اورگان به ایالات متحده دادند.
در معاهده ای با کلاپویا و غیره، در دیتون، اورگان (۲۲ ژانویه ۱۸۵۵)، کَلاپویا و سایر قبایل درهٔ ویلامت تمام منطقه زیرآب زنی رودخانهٔ ویلامیت را به ایالات متحده واگذار کردند.

### دوران انتقال به محدوده‌های اسکانی

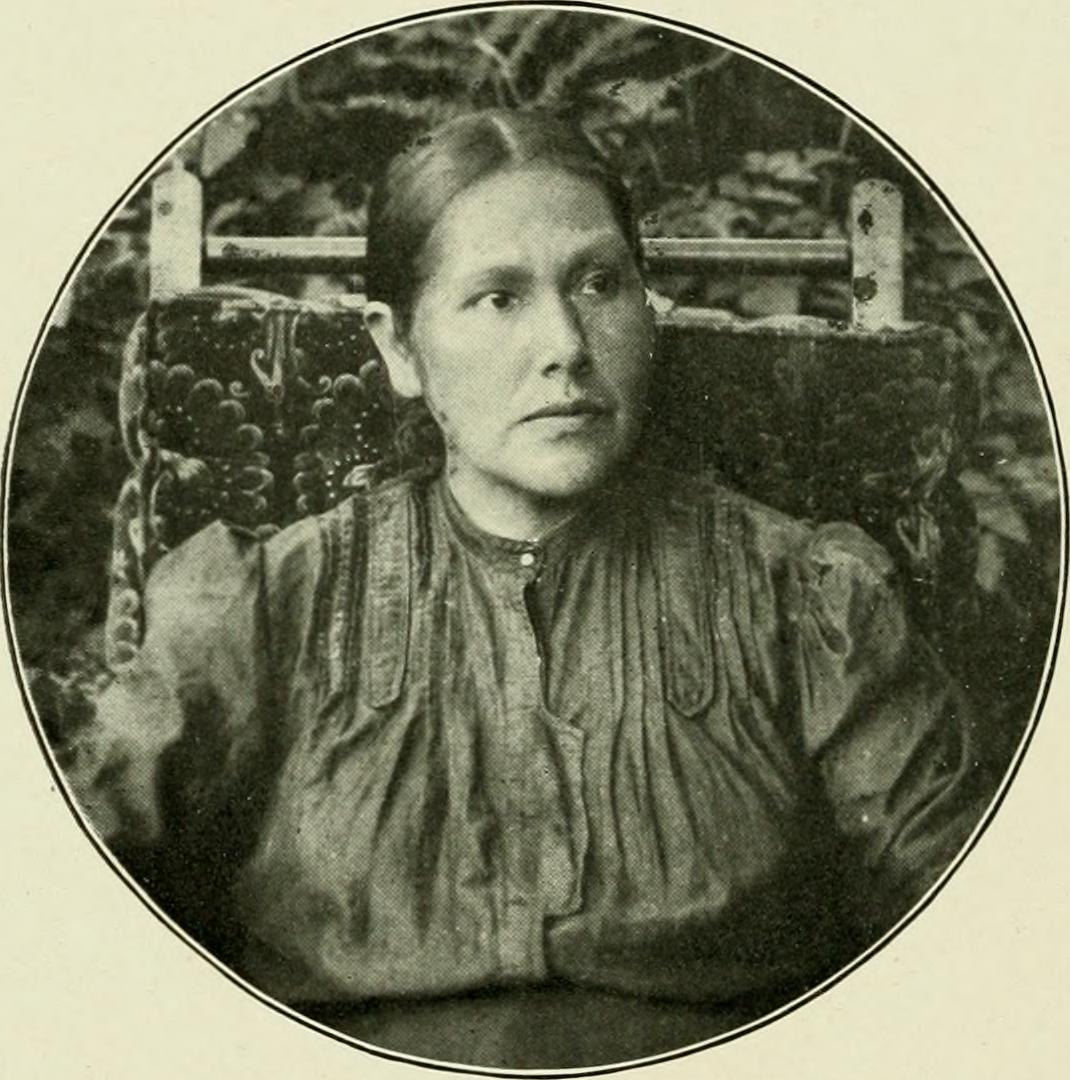
لوسیندرا جکسون، قبیله یونکالا، کالاپویا، حدود ۱۹۱۲ میلادی

بیشتر سرخپوستان کَلاپویا به محدوده‌های اسکانی به نام رزرویشن (منطقه اختصاصی سرخپوستی) و آژانس حلقهٔ بزرگ (گرَند راوند) منتقل شدند. برخی از آنها به محدودهٔ سیلِتز (در آن زمان، معروف به رزرویشن سرخپوستان ساحلی) در قسمت مرکزی ساحل اقیانوس آرام در اورِگن، محدودهٔ چشمه‌های آبگرم در شرق کوه‌های کَسکِید در شهرستان‌های فعلی واسکو و جفرسون، یا یَکِما رزرویشن در جنوب ایالت واشینگتن انتقال یافتند. در ابتدا منطقهٔ اختصاصی اجتماع گرند راندی در سال ۱۸۵۵ به عنوان محدودهٔ موقت قرار داشت، و به نام ذخیره گاه رودخانه یمهیل، یا ذخیره گاه دره یمهیل نامیده شد. با دستورالعمل اجرایی رئیس‌جمهور وقت جیمز بیوکنن در سال ۱۸۵۷ رسماً به عنوان اجتماع کرند راندی تغییر نام یافت و تأسیس شد.
با انتقال اعضای حداقل ۲۷ قبیله به گراند روند (حلقه بزرگ قبایل هم پیمان)، زندگی در این رزرو دشوار بود. برخی از این قبایل از دشمنان تاریخی یکدیگر بودند. در سالهای اولیه، این منطقه توسط وزارت جنگ ایالات متحده اداره می‌شد زیرا قبلاً با این قبایل جنگیده بود، همچنان بر امور سرخپوستان در سراسر کشور نظارت داشت. قلعهٔ یمهیل برای نظارت بر امور سرخپوستان تأسیس شد. بعداً مدیریت آنان به عهدهٔ اداره امور سرخپوستان و سرانجام به دفتر امور بومیان در وزارت کشور منتقل شد.
کشیش بلژیکی آدرین کروکت مبلغ کاتولیک روم در اجتماع گرند راندی زندگی می‌کرد و کلیسای سنت مایکل را تأسیس نمود. در اواخر قرن نوزدهم کلیسای کاتولیک روم با تأیید ایالات متحده مدرسه ای را در آنجا تأسیس کرد. این یک مدرسه شبانه‌روزی درون رزرو بود، که در آن کودکان از قبایل دیگر گاهی با زور برداشته می‌شدند و در طول سال تحصیلی دور از خانواده و فامیل در مدرسه می‌ماندند. بعداً بسیاری از کودکان به مدارس شبانه‌روزی سرخپوستان در خارج از محوطهٔ مجتمع گرند راندی مانند مدرسهٔ شبانه‌روزی بومیان چِماوا در سِیلم اورگن فرستاده شدند. بیشتر کودکان مهارت‌های روستایی مانند آهنگری، کشاورزی، خیاطی و غیره را آموختند که یه نظر طراحان دروس برای زندگی آینده آنان در رزرویشن مهم می‌نمود.
بهداشت و مراقبت‌های بهداشتی در این رزرو ضعیف، و مرگ و میر بسیار بود. در دهه ۱۸۵۰در مجموع ۱۰۰۰ نفر به آنجا منتقل شده بودند. تا سال ۱۹۰۰، فقط حدود ۳۰۰ نفر در آنجا زنده ماندند.

### حذف و ترمیم
در اواسط قرن بیستم، سیاست دولت فدرال همچنان در مسیر ادغام بومیان آمریکایی در فرهنگ اروپائی الاصل خود بود. کنگره معتقد بود که برخی قبایل آماده ورود به جامعه آمریکای اروپائی الاصل می‌باشند و زمان خاتمه روابط ویژه آن‌ها با دولت رسیده‌است. روابط خاص همه گروه‌ها و قبایل نوادگان کَلاپویا در سال ۱۹۵۴ همراه با سایر قبایل اورگان غربی با تصویب «قانون خاتمه حقوق بومیان اورگن غربی در سال ۱۹۵۴ میلادی» پایان یافتند. این قانون رابطه خاص آنها را با دولت فدرال پایان داد. تحت اقدامات خاتمه نهایی، دولت بیشتر زمین‌های رزرو را فروخت، خدمات خود را حذف کرد و آخرین اسامی اعضای قبیله‌ها را در ادارهٔ ثبت احوال کنگره در سال ۱۹۵۶ وارد کرد.
در اواخر قرن بیستم، کَلاپویا و دیگر اعضای قبایل متفق با سازماندهی گروهشان به اشاعهٔ فرهنگ بومی خود در آمریکا تصمیم گرفتند. دولت فدرال ایالات متحده در سال ۱۹۷۷ قبایل متفقین سیلِتز را دوباره به رسمیت شناخت، و در سال ۱۹۸۳ به کسانی که بخشی از قبایل متفقین جامعهٔ گراند روند اورگن بودند نیز قومیتشان را بازگرداند.
ازدواج‌های بسیاری بین اعضای کَلاپویا با فرزندان قبایل همسایه شان انجام شده‌است. امروز تعداد بسیاری از ۴۰۰۰ نوادگان کَلاپویا در کنفدراسیون جامعه گراند روندهٔ اورگن ثبت نام کرده‌اند. در حال حاضر، این جامعه در تلاش است که یک زبان مشترک بومی را که در گذشته، مدتها، برای تجارت بین قبایل گوناگون استفاده می‌شد، و اکنون به «شینوک واوا» معروف است با استفاده از متد غوطه وری تدریس زبان احیاء کند. آنها در تولید زبان مادری موفق بوده‌اند و در حال گسترش برنامه تا کلاس هشتم هستند.

## مطالعات بیشتر
https://www.adyannet.com/fa/news/12791
https://cafecatharsis.ir/19799/قسمت‌هایی-از-سخنرانی-زیبای-رئیس-قبیلۀ/
https://wisgoon.com/pin/25859304/
https://www.filemarket.org/downloads/تحقیق-در-مورد-سرخپوست